# Liga Mundial de Voleibol de 2005
A Liga Mundial de Voleibol de 2005 foi a 16ª edição do torneio anual masculino promovido pela Federação Internacional de Voleibol (FIVB). A fase final foi realizada em Belgrado, na Sérvia e Montenegro.

## Equipes participantes
Equipes que participaram da edição 2005 da Liga Mundial integrando os seguintes grupos:
| Grupo A                                 | Grupo B                             | Grupo C                                            |
| --------------------------------------- | ----------------------------------- | -------------------------------------------------- |
| Brasil · Venezuela · Japão · Portugal · | Itália · Cuba · Bulgária · França · | Sérvia e Montenegro · Grécia · Argentina · Polónia |

## Fase intercontinental

### Grupo A
| Pos | Equipe    | Pts | J  | V  | D  | PP    | PC    | PA    | SP | SC | SA    |
| --- | --------- | --- | -- | -- | -- | ----- | ----- | ----- | -- | -- | ----- |
| 1   | Brasil    | 23  | 12 | 11 | 1  | 1'031 | 892   | 1.156 | 33 | 9  | 3.667 |
| 2   | Portugal  | 18  | 12 | 6  | 6  | 935   | 910   | 1.027 | 21 | 19 | 1.105 |
| 3   | Venezuela | 16  | 12 | 5  | 7  | 935   | 966   | 0.968 | 19 | 22 | 0.864 |
| 4   | Japão     | 14  | 12 | 2  | 10 | 885   | 1'018 | 0.869 | 9  | 32 | 0.281 |

PTS - pontos, J - jogos, V - vitórias, D - derrotas, PP - pontos pró, PC - pontos contra, PA - pontos average, SP - sets pró, SC - sets contra, SA - sets average
| Data  | Jogo      | Jogo | Jogo      | Parciais | Parciais | Parciais | Parciais | Parciais | Cidade        |
| Data  | Jogo      | Jogo | Jogo      | 1        | 2        | 3        | 4        | 5        | Cidade        |
| ----- | --------- | ---- | --------- | -------- | -------- | -------- | -------- | -------- | ------------- |
| 28/05 | Portugal  | 3-0  | Japão     | 25-22    | 27-25    | 25-22    | -        | -        | Guimarães     |
| 28/05 | Venezuela | 1-3  | Brasil    | 19-25    | 34-32    | 22-25    | 37-35    | -        | Caracas       |
| 29/05 | Venezuela | 2-3  | Brasil    | 25-23    | 21-25    | 10-25    | 25-20    | 13-15    | Caracas       |
| 29/05 | Portugal  | 3-1  | Japão     | 22-25    | 25-19    | 25-21    | 25-20    | -        | Guimarães     |
| 4/06  | Portugal  | 0-3  | Brasil    | 16-25    | 22-25    | 23-25    | -        | -        | Almada        |
| 4/06  | Venezuela | 3-1  | Japão     | 22-25    | 28-26    | 25-21    | 25-21    | -        | Caracas       |
| 5/06  | Venezuela | 3-0  | Japão     | 31-29    | 25-22    | 25-21    | -        | -        | Caracas       |
| 5/06  | Portugal  | 3-0  | Brasil    | 25-22    | 25-20    | 25-23    | -        | -        | Almada        |
| 11/06 | Japão     | 0-3  | Brasil    | 24-26    | 20-25    | 21-25    | -        | -        | Gifu          |
| 11/06 | Portugal  | 3-0  | Venezuela | 25-18    | 25-21    | 25-14    | -        | -        | Vila do Conde |
| 12/06 | Japão     | 1-3  | Brasil    | 17-25    | 19-25    | 29-27    | 18-25    | -        | Gifu          |
| 12/06 | Portugal  | 3-0  | Venezuela | 25-23    | 25-23    | 25-23    | -        | -        | Vila do Conde |
| 18/06 | Brasil    | 3-1  | Portugal  | 26-24    | 25-23    | 20-25    | 25-18    | -        | Brasília      |
| 18/06 | Japão     | 0-3  | Venezuela | 22-25    | 18-25    | 20-25    | -        | -        | Tóquio        |
| 19/06 | Brasil    | 3-0  | Portugal  | 25-21    | 25-20    | 25-23    | -        | -        | Brasília      |
| 19/06 | Japão     | 0-3  | Venezuela | 21-25    | 21-25    | 21-25    | -        | -        | Tóquio        |
| 24/06 | Venezuela | 0-3  | Portugal  | 20-25    | 20-25    | 22-25    | -        | -        | Caracas       |
| 25/06 | Brasil    | 3-0  | Japão     | 25-16    | 25-14    | 25-18    | -        | -        | São Paulo     |
| 26/06 | Brasil    | 3-0  | Japão     | 25-20    | 25-16    | 25-23    | -        | -        | São Paulo     |
| 26/06 | Venezuela | 3-0  | Portugal  | 25-20    | 25-22    | 25-19    | -        | -        | Caracas       |
| 2/07  | Brasil    | 3-0  | Venezuela | 25-16    | 25-20    | 25-21    | -        | -        | Betim         |
| 2/07  | Japão     | 3-2  | Portugal  | 18-25    | 20-25    | 27-25    | 26-24    | 16-14    | Tóquio        |
| 3/07  | Brasil    | 3-1  | Venezuela | 25-22    | 15-25    | 25-22    | 25-17    | -        | Betim         |
| 3/07  | Japão     | 3-0  | Portugal  | 25-21    | 25-22    | 31-29    | -        | -        | Tóquio        |

### Grupo B
| Pos | Equipe   | Pts | J  | V | D | PP    | PC    | PA    | SP | SC | SA    |
| --- | -------- | --- | -- | - | - | ----- | ----- | ----- | -- | -- | ----- |
| 1   | Cuba     | 20  | 12 | 8 | 4 | 1'071 | 1'028 | 1.042 | 29 | 17 | 1.706 |
| 2   | Bulgária | 18  | 12 | 6 | 6 | 1'112 | 1'067 | 1.042 | 27 | 22 | 1.227 |
| 3   | Itália   | 18  | 12 | 6 | 6 | 1'055 | 1'073 | 0.983 | 22 | 26 | 0.846 |
| 4   | França   | 16  | 12 | 4 | 8 | 1'005 | 1'075 | 0.935 | 17 | 30 | 0.567 |

PTS - pontos, J - jogos, V - vitórias, D - derrotas, PP - pontos pró, PC - pontos contra, PA - pontos average, SP - sets pró, SC - sets contra, SA - sets average
| Data  | Jogo     | Jogo | Jogo     | Parciais | Parciais | Parciais | Parciais | Parciais | Cidade               |
| Data  | Jogo     | Jogo | Jogo     | 1        | 2        | 3        | 4        | 5        | Cidade               |
| ----- | -------- | ---- | -------- | -------- | -------- | -------- | -------- | -------- | -------------------- |
| 27/05 | Bulgária | 1-3  | Cuba     | 24-26    | 25-16    | 20-25    | 19-25    | -        | Varna                |
| 27/05 | Itália   | 0-3  | França   | 24-26    | 17-25    | 22-25    | -        | -        | Ragusa               |
| 29/05 | Itália   | 3-0  | França   | 25-18    | 25-18    | 25-13    | -        | -        | Catânia              |
| 29/05 | Bulgária | 0-3  | Cuba     | 20-25    | 24-26    | 23-25    | -        | -        | Varna                |
| 3/06  | França   | 3-2  | Bulgária | 25-20    | 18-25    | 25-21    | 21-25    | 15-13    | Nantes               |
| 3/06  | Itália   | 1-3  | Cuba     | 26-24    | 18-25    | 20-25    | 22-25    | -        | Busto Arsizio        |
| 4/06  | França   | 0-3  | Bulgária | 24-26    | 19-25    | 15-25    | -        | -        | Nantes               |
| 5/06  | Itália   | 3-1  | Cuba     | 25-18    | 25-20    | 19-25    | -        | -        | Monza                |
| 10/06 | Itália   | 2-3  | Bulgária | 25-18    | 29-31    | 10-25    | 25-20    | 13-15    | Roseto degli Abruzzi |
| 11/06 | França   | 0-3  | Cuba     | 24-26    | 23-25    | 20-25    | -        | -        | Nancy                |
| 12/06 | França   | 3-2  | Cuba     | 25-19    | 18-25    | 20-25    | 25-21    | 15-7     | Metz                 |
| 12/06 | Itália   | 3-2  | Bulgária | 25-19    | 24-26    | 15-25    | 25-19    | 17-15    | Ancona               |
| 17/06 | França   | 2-3  | Itália   | 25-19    | 25-18    | 24-26    | 17-25    | 13-15    | Grenoble             |
| 17/06 | Cuba     | 1-3  | Bulgária | 22-25    | 25-19    | 20-25    | 22-25    | -        | Havana               |
| 18/06 | França   | 2-3  | Itália   | 25-21    | 21-25    | 22-25    | 26-24    | 13-15    | Lyon                 |
| 18/06 | Cuba     | 3-2  | Bulgária | 27-25    | 21-25    | 23-25    | 25-21    | 15-9     | Havana               |
| 24/06 | Bulgária | 3-0  | França   | 25-19    | 25-21    | 29-27    | -        | -        | Varna                |
| 24/06 | Cuba     | 3-0  | Itália   | 25-21    | 25-19    | 25-21    | -        | -        | Havana               |
| 25/06 | Cuba     | 1-3  | Itália   | 20-25    | 25-23    | 27-29    | 19-25    | -        | Havana               |
| 26/06 | Bulgária | 2-3  | França   | 25-21    | 22-25    | 25-23    | 23-25    | 11-15    | Varna                |
| 1/07  | Bulgária | 3-1  | Itália   | 30-32    | 25-17    | 25-23    | 25-21    | -        | Varna                |
| 1/07  | Cuba     | 3-0  | França   | 33-31    | 33-31    | 25-12    | -        | -        | Havana               |
| 2/07  | Cuba     | 3-1  | França   | 20-25    | 25-22    | 25-19    | 25-21    | -        | Havana               |
| 3/07  | Bulgária | 3-0  | Itália   | 25-21    | 25-20    | 25-19    | -        | -        | Varna                |

### Grupo C
| Pos | Equipe              | Pts | J  | V | D | PP    | PC    | PA    | SP | SC | SA    |
| --- | ------------------- | --- | -- | - | - | ----- | ----- | ----- | -- | -- | ----- |
| 1   | Polónia             | 21  | 12 | 9 | 3 | 1'151 | 1'114 | 1.033 | 32 | 19 | 1.684 |
| 2   | Sérvia e Montenegro | 19  | 12 | 7 | 5 | 1'124 | 1'126 | 0.998 | 26 | 23 | 1.130 |
| 3   | Grécia              | 17  | 12 | 5 | 7 | 1'034 | 1'004 | 1.030 | 22 | 24 | 0.917 |
| 4   | Argentina           | 15  | 12 | 3 | 9 | 1'100 | 1'165 | 0.944 | 18 | 32 | 0.563 |

PTS - pontos, J - jogos, V - vitórias, D - derrotas, PP - pontos pró, PC - pontos contra, PA - pontos average, SP - sets pró, SC - sets contra, SA - sets average
| Data  | Jogo      | Jogo | Jogo      | Parciais | Parciais | Parciais | Parciais | Parciais | Cidade       |
| Data  | Jogo      | Jogo | Jogo      | 1        | 2        | 3        | 4        | 5        | Cidade       |
| ----- | --------- | ---- | --------- | -------- | -------- | -------- | -------- | -------- | ------------ |
| 27/05 | Polônia   | 3-1  | Argentina | 25-20    | 23-25    | 25-23    | 25-23    | -        | Bydgoszcz    |
| 27/05 | Grécia    | 3-0  | Sérvia    | 26-24    | 25-18    | 25-21    | -        | -        | Pireu        |
| 28/05 | Polônia   | 3-1  | Argentina | 19-25    | 25-22    | 25-21    | 25-22    | -        | Bydgoszcz    |
| 28/05 | Grécia    | 3-1  | Sérvia    | 23-25    | 25-22    | 25-16    | 25-19    | -        | Pireu        |
| 3/06  | Polônia   | 3-2  | Grécia    | 17-25    | 25-23    | 19-25    | 25-20    | 15-13    | Lodz         |
| 3/06  | Argentina | 1-3  | Sérvia    | 23-25    | 20-25    | 25-19    | 24-26    | -        | Buenos Aires |
| 4/06  | Polônia   | 3-0  | Grécia    | 26-24    | 25-17    | 27-25    | -        | -        | Lodz         |
| 5/06  | Argentina | 3-2  | Sérvia    | 20-25    | 25-23    | 17-25    | 25-14    | 15-11    | Buenos Aires |
| 10/06 | Argentina | 1-3  | Grécia    | 21-25    | 19-25    | 25-19    | 14-25    | -        | Buenos Aires |
| 11/06 | Sérvia    | 3-2  | Polônia   | 30-28    | 16-25    | 25-23    | 22-25    | 21-19    | Novi Sad     |
| 12/06 | Argentina | 3-2  | Grécia    | 17-25    | 23-25    | 25-23    | 30-28    | 15-13    | Buenos Aires |
| 12/06 | Sérvia    | 1-3  | Polônia   | 19-25    | 22-25    | 25-22    | 24-26    | -        | Belgrado     |
| 17/06 | Grécia    | 2-3  | Polônia   | 25-19    | 21-25    | 18-25    | 25-18    | 13-15    | Pireu        |
| 18/06 | Sérvia    | 3-1  | Argentina | 22-25    | 25-18    | 25-17    | 25-21    | -        | Belgrado     |
| 19/06 | Sérvia    | 3-2  | Argentina | 25-21    | 32-30    | 27-29    | 17-25    | 34-32    | Novi Sad     |
| 19/06 | Grécia    | 3-1  | Polônia   | 25-18    | 17-25    | 26-24    | 25-16    | -        | Pireu        |
| 24/06 | Polônia   | 3-1  | Sérvia    | 20-25    | 25-17    | 25-23    | 25-20    | -        | Katowice     |
| 24/06 | Grécia    | 3-0  | Argentina | 25-20    | 25-20    | 25-22    | -        | -        | Tessalônica  |
| 25/06 | Polônia   | 2-3  | Sérvia    | 25-23    | 25-23    | 20-25    | 21-25    | 10-15    | Katowice     |
| 26/06 | Grécia    | 1-3  | Argentina | 25-15    | 22-25    | 17-25    | 20-25    | -        | Tessalônica  |
| 1/07  | Sérvia    | 3-0  | Grécia    | 27-25    | 25-22    | 25-17    | -        | -        | Novi Sad     |
| 1/07  | Argentina | 0-3  | Polônia   | 21-25    | 19-25    | 20-25    | -        | -        | Rosario      |
| 2/07  | Sérvia    | 3-0  | Grécia    | 25-15    | 25-22    | 27-25    | -        | -        | Belgrado     |
| 3/07  | Argentina | 2-3  | Polônia   | 23-25    | 23-25    | 25-21    | 25-20    | 10-15    | Rosario      |

## Fase final

### Países classificados
| País                | Classificação           |
| ------------------- | ----------------------- |
| Sérvia e Montenegro | País-sede da fase final |
| Brasil              | Campeão do Grupo A      |
| Cuba                | Campeão do Grupo B      |
| Polônia             | Campeão do Grupo C      |

### Primeira Rodada Final
| Data | Jogo    | Jogo | Jogo   | Parciais | Parciais | Parciais | Parciais | Parciais |
| Data | Jogo    | Jogo | Jogo   | 1        | 2        | 3        | 4        | 5        |
| ---- | ------- | ---- | ------ | -------- | -------- | -------- | -------- | -------- |
| 8/07 | Polônia | 3-2  | Cuba   | 23-25    | 26-24    | 25-16    | 22-25    | 15-13    |
| 8/07 | Brasil  | 3-1  | Sérvia | 25-21    | 23-25    | 26-24    | 25-21    | -        |

### Semifinais
| Data | Jogo   | Jogo | Jogo    | Parciais | Parciais | Parciais | Parciais | Parciais |
| Data | Jogo   | Jogo | Jogo    | 1        | 2        | 3        | 4        | 5        |
| ---- | ------ | ---- | ------- | -------- | -------- | -------- | -------- | -------- |
| 9/07 | Brasil | 3-1  | Cuba    | 25-18    | 25-19    | 22-25    | 25-23    | -        |
| 9/07 | Sérvia | 3-2  | Polônia | 24-26    | 19-25    | 25-23    | 25-20    | 15-8     |

### Disputa de 3º lugar
| Data  | Jogo | Jogo | Jogo    | Parciais | Parciais | Parciais | Parciais | Parciais |
| Data  | Jogo | Jogo | Jogo    | 1        | 2        | 3        | 4        | 5        |
| ----- | ---- | ---- | ------- | -------- | -------- | -------- | -------- | -------- |
| 10/07 | Cuba | 3-2  | Polônia | 25-23    | 22-25    | 24-26    | 25-18    | 15-13    |

### Final
| Data  | Jogo   | Jogo | Jogo                | Parciais | Parciais | Parciais | Parciais | Parciais |
| Data  | Jogo   | Jogo | Jogo                | 1        | 2        | 3        | 4        | 5        |
| ----- | ------ | ---- | ------------------- | -------- | -------- | -------- | -------- | -------- |
| 10/07 | Brasil | 3-1  | Sérvia e Montenegro | 14-25    | 25-14    | 25-19    | 25-16    | -        |

## Classificação final
| 1 | 2 | 3 |
| Brasil Roberto Minuzzi · Marcelo Elgarten · Wesley da Silva Ribeiro · André Heller · Henrique Randow · João Paulo Tavares · Gilberto Godoy Filho · Murilo Endres · André Nascimento · Sérgio Dutra Santos · Anderson Rodrigues · Samuel Fuchs · Gustavo Endres · Rodrigo Santana · Renato Felizardo · Raphael (Vinhedo) · Ricardo Garcia · Dante Amaral · Técnico: Bernardo Rezende | Sérvia e Montenegro Vlado Petkovic · Dejan Bojovic · Goran Maric · Bojan Janic · Aleksandar Mitrovic · Branko Roljic · Dragan Stankovic · Marko Samardzic · Nikola Grbic · Vladan Djordjevic · Nikola Kovacevic · Andrija Geric · Goran Vujevic · Ivan Miljkovic · Ivan Ilic · Nikola Rosic · Milan Markovic · Marko Zlatic · Técnico: Ljubomir Travica | CubaRaidel Romero · Tomás Aldazabal · Jorge Luis Sanchez · Yasser Portuondo · Osmany Juantorena · Javier Gonzalez Panton · Osmany Camejo · Pavel Pimienta · Michael Bozlueva · Dariel Garcia · Jesus Cruz · Henry Cisnero Bell · Roberlandy Simón · Raydel Corrales · Oriol Camejo Durruty · Sirlanis Mendez · Oldevis Dominico · Yoandri Díaz · Técnico: Roberto Garcia |

| 4  | Polónia   |
| 5  | Bulgária  |
| 6  | Portugal  |
| 7  | Grécia    |
| 8  | Itália    |
| 9  | Venezuela |
| 10 | Argentina |
| 11 | França    |
| 12 | Japão     |

## Prêmios
- MVP (Most Valuable Player):  Ivan Miljković

- Maior Pontuador:  Ivan Miljković

- Melhor Ataque:  Henry Bell Cisnero

- Melhor Bloqueio:  Dante Amaral

- Melhor Saque:  Ivan Miljković

- Melhor Recepção:  Osmany Juantorena Portuondo

- Melhor Defesa:  Goran Vujević

- Melhor Levantador:  Yoandri Diaz Carmenate

- Melhor Líbero:  Marko Samardžić